# 에스테르 카냐다스
에스테르 카냐다스(Esther Cañadas, 1977년 3월 1일 ~ )는 스페인의 모델, 배우이다.